# 2003 في تشيلي
فيما يلي قوائم الأحداث التي وقعت خلال عام 2003 في تشيلي.

## برامج ومسلسلات وأنمي
- 31 دقيقة

## كتب
من الكتب التي صدرت هذه السنة في تشيلي:
- 1 يناير – طفولة غير موطنة من تأليف إيزابيل الليندي.

## وفيات

### فبراير
- 26 فبراير – خايمي راميريز (مواليد 1931) لاعب كرة قدم تشيلي.

### يوليو
- 15 يوليو – روبرتو بولانيو (مواليد 1953) مؤلف تشيلي.

### أكتوبر
- 18 أكتوبر – أليسيا جالاز فيفار (مواليد 1936) شاعرة تشيلية.

### ديسمبر
- 15 ديسمبر – مارغريتا أغيري (مواليد 1925) كاتبة تشيلية.